# I Can Climb Mountains
I Can Climb Mountains è un singolo del gruppo post-hardcore britannico Hell Is for Heroes. Pubblicato nel 2002 in formato CD e vinile blu, è arrivato in 41ª posizione nella Official Singles Chart.

## Tracce
7"
1. I Can Climb Mountains – 3:20
2. Get Low

CD
1. I Can Climb Mountains – 3:20
2. Get Low
3. You, Me and a Whole Lotta Funk 45's
4. I Can Climb Mountains (video)

## Formazione
Cast artistico
- William McGonagle - chitarra
- Jamie Findlay - basso
- Joseph Birch - batteria
- Justin Schlosberg - voce
- Tom O'Donoghue - chitarra

Cast tecnico
- Eskil Lövström - missaggio, produzione, registrazione
- Pelle Henricsson - masterizzazione, missaggio, produzione, registrazione